# Aspilota semiinsularis
Aspilota semiinsularis är en stekelart som beskrevs av Sergey A. Belokobylskij 2007. Aspilota semiinsularis ingår i släktet Aspilota och familjen bracksteklar. Inga underarter finns listade.